# La síndrome d'immunitat
"La síndrome d'immunitat" (títol original en anglès "The Immunity Syndrome") és el divuitè episodi de la segona temporada de la sèrie de televisió de ciència-ficció estatunidenca Star Trek. Escrit per Robert Sabaroff i dirigit per Joseph Pevney, es va emetre per primera vegada el 19 de gener de 1968.
A l'episodi, la tripulació de la Enterprise es troba amb un organisme que habita l'espai que consumeix energia.

## Argument
La nau estel·lar de la Federació USS Enterprise rep un missatge confus de la flota estel·lar que esmenta l'USS Intrepid , una nau de la Federació tripulada íntegrament per vulcanians. El primer oficial Spock de sobte sembla commocionat i anuncia que sent que l’ Intrepid "mor". Aleshores, la flota estel·lar aconsegueix establir contacte i ordena al capità Kirk que investigui el sistema Gamma 7A, l'última posició coneguda de l'Intrepid. L'alferes Chekov informa que els sensors no mostren lectures de vida en el sistema de mil milions d'habitants.
Mentrestant, Spock és examinat pel director mèdic Dr. McCoy a la infermeria, on explica que va sentir el xoc i el terror combinats a la ment de 400 companys vulcanians a bord del Intrepid mentre morien. McCoy està sorprès que Spock senti qualsevol cosa a la distància, però admet que hi ha moltes coses sobre els vulcanians que encara no entén.
Spock torna al pont just quan la tinent Uhura anuncia que ha perdut el contacte amb la Flota Estelar. Kirk fa que Spock escanegi una zona fosca que apareix a la pantalla principal. De sobte, la meitat de la tripulació està malalta o es desmaia. Spock és incapaç de determinar la naturalesa de la zona, però suggereix que es tracta d'algun tipus de turbulència energètica, i possiblement responsable de la mort dels habitants del sistema i de la tripulació de l’Intrepid. Kirk fa que Chekov llanci una sonda de sensor al buit. La sonda transmet un soroll penetrant i agut abans que es perdi el contacte amb ella.
Kirk ordena que la nau entri a la zona, i quan entra, el so penetrant torna i totes les estrelles desapareixen de la pantalla de visualització. Dr. McCoy informa llavors que la tripulació està empitjorant, i l'Enginyer en cap Scott informa d'una pèrdua de potència. Spock suposa que la nau ha entrat en una mena de camp d'energia negativa que interfereix amb els processos biològics i mecànics.
L' Enterprise sembla accelerar per si mateixa, i els motors de la nau sembla que funcionen al revés: l'empenta cap endavant frena la nau. Kirk suggereix que tota la potència disponible es canalitzi en una empenta cap endavant massiva, amb l'esperança d'alliberar-se de la zona, però l'esforç només aconsegueix aturar la nau.
Finalment es revela que la seva pedrera és un objecte gegantí i multicolor que s'assembla a una ameba. Kirk hi llança una sonda sensor, que revela que l'objecte està fet de protoplasma i viu. McCoy creu que s'ha d'enviar una sonda tripulada a la criatura per recollir les dades necessàries per destruir-la, i es presenta voluntari. Spock insisteix que està millor qualificat. Kirk es resisteix a enviar cap dels dos, argumentant que seria una missió suïcida i que si algú hi ha d'anar hauria de ser ell, el capità. Però Spock assenyala que Kirk no és un especialista en ciències i està molt millor servit al comandament de l' Enterprise.
Aleshores, Kirk es veu obligat a triar quin dels seus dos amics enviar, amb una probabilitat realista que no torni. Kirk finalment tria a Spock, acceptant que està millor equipat per fer front a la missió. Spock pilota la llançadora a través de la membrana exterior de la criatura i es dirigeix cap al nucli. Finalment, informa que la criatura està preparada per reproduir-se i suggereix un mètode per destruir-la, però la part clau del missatge és confusa. Kirk i McCoy es reuneixen per discutir la situació, i Kirk especula que si l'organisme és com un virus invasor, llavors es necessita un equivalent d'"anticossos" per destruir-lo.
Kirk agafa l' Enterprise al cos de la criatura i ordena a l'enginyer en cap Scott que prepari una bomba d'antimatèria amb un temporitzador configurat per un retard de set minuts. La bomba es dispara al nucli de la cèl·lula i l' Enterprise es retira utilitzant la poca energia que queda. Quan falten segons, finalment es localitza la llançadora de Spock i Kirk ordena a Scott que la remolqui amb un raig tractor. Amb els nivells de potència gairebé esgotats, la nau s'acosta a la membrana exterior just quan la bomba explota. Tant l' Enterprise com la llançadora són llençats fora de l'organisme mentre es destrueix. L' Enterprise es restaura a la màxima potència i només pateix danys menors. Kirk, mentre mira a una contralmirall, diu que espera amb ganes la recreació.

## Doblatge al català
L’episodi va ser doblat al català pels estudis Tecni-3 (primera part) i Diálogo (segona part) i emés a TV3 l’any 1989.
| Personatge                | Actor/actriu     | Veu en català                      |
| ------------------------- | ---------------- | ---------------------------------- |
| James T. Kirk             | William Shatner  | Jordi Boixaderas                   |
| Spock                     | Leonard Nimoy    | Isidre Sola i Llop                 |
| Leonard McCoy             | DeForest Kelley  | Eduard Lluís Muntada               |
| Montgomery Scott 'Scotty' | James Doohan     | Joan Carles Gustems Domènec Farell |
| Nyota Uhura               | Nichelle Nichols | Glòria Roig Azucena Díaz           |
| Pavel Chekov              | Walter Koenig    | Quim Roca Pep Madern               |
| Christine Chapel          | Majel Barrett    | Ana Maria Mauri Rosa Gavin         |
| Tinent Kyle               | John Winston     | Oscar Muñoz                        |
| Tinent Leslie             | Eddie Paskey     | Enric Isasi-Isasmendi              |

## Música
La música de l'episodi "La màquina del judici final" es va reutilitzar en aquest episodi.

## Producció i recepció
Quan es va rodar aquest episodi, George Takei estava filmant The Green Berets i, per tant, no està disponible per interpretarr el seu personatge, el tinent Hikaru Sulu. El personatge de John Winston, el tinent Kyle, ocupava el seient del timoner de Sulu, amb una túnica de comandament daurada en lloc de la seva habitual túnica vermella d'enginyeria que portava com a cap de transport. Tanmateix, Kirk va pronunciar malament repetidament el seu nom en aquest episodi com a "Cowell".
Robert J. Sawyer de TrekMovie.com va sentir que l'episodi li recordava massa altres episodis de "cosa gegant sense ment que amenaçava la galàxia", però va elogiar la interacció de McCoy i Spock.